# Robert de Croÿ

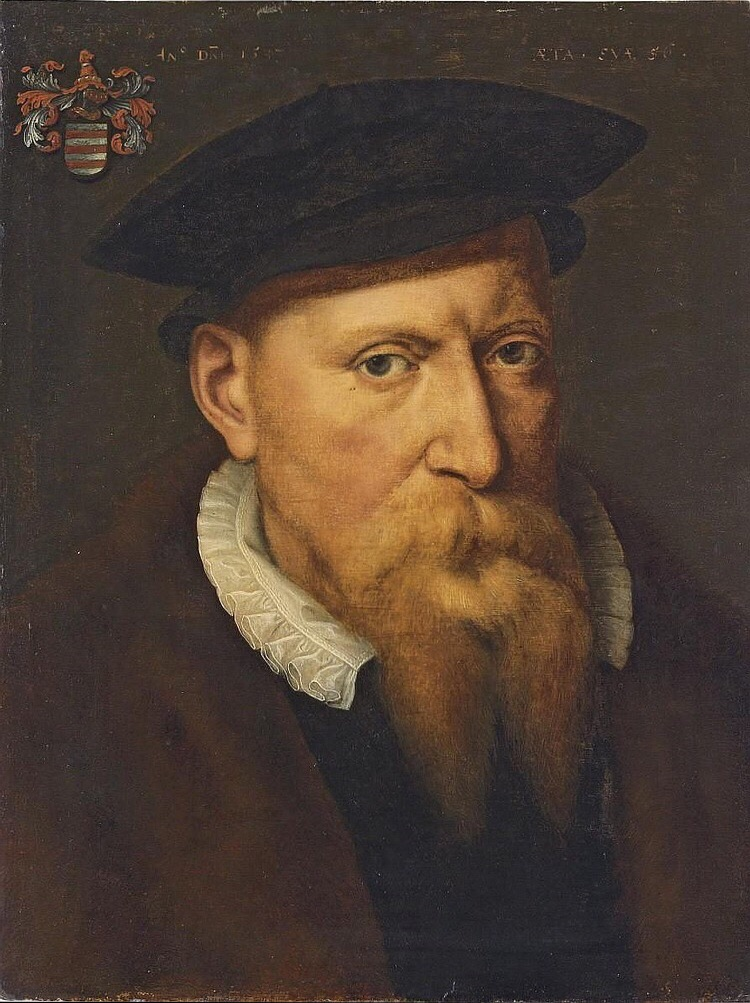
Robert de Croÿ (1547)

Robert de Croÿ (* 1500; † 31. August 1556 in Cambrai) war von 1519 bis 1556 Fürstbischof von Cambrai.

## Leben
Robert de Croÿ wurde 1500 als Sohn von Henri de Croÿ, Graf von Porcéan und Charlotte de Chateaubriand geboren. Der Bischof von Cambrai, Jacques de Croÿ, war sein Onkel, der Kardinal Guillaume de Croÿ, Bischof von Cambrai und Erzbischof von Toledo und Charles de Croy, Bischof von Tournai, waren Brüder von Robert.
Nachdem sein älterer Bruder Kardinal Guillaume de Croÿ 1519 auf das Bistum Cambrai verzichtet hatte, wurde Robert am 17. August 1519 zum Bischof von Cambrai ernannt. Die Bischofsweihe erhielt er erst zehn Jahre später am 13. Juni 1529, die Inbesitznahme seiner Diözese erfolgte am 5. August 1529, dem Tag an dem der Damenfriede von Cambrai unterzeichnet wurde. Nach dem Bruch des Friedensvertrags, 1536, verwandelte Kaiser Karl V. die Stadt, gegen den Willen Roberts, in eine Zitadelle.
Robert nahm am Konzil von Trient teil und promulgierte 1551 Synodalstatuten.
Robert de Croÿ starb am 31. August 1556 in Cambrai und wurde in der Kathedrale von Cambrai bestattet.